# Departamento Loventué
Loventué es uno de los 22 departamentos en los que se divide la provincia de La Pampa en Argentina.

## Gobiernos locales
Su territorio se divide entre:
- Municipio de Victorica (el resto de su zona rural se extiende en el departamento Chalileo)
- Municipio de Telén (el resto de su zona rural se extiende en el departamento Chalileo)
- Municipio de Carro Quemado (el resto de su zona rural se extiende en el departamento Toay)
- Municipio de Luan Toro (el resto de su zona rural se extiende en los departamentos de Conhelo y Toay)
- Comisión de fomento de Loventué

## Superficie y límites
Limita al norte con la provincia de San Luis, al este con los departamentos de Conhelo y Toay, al sur con el departamento Utracán y al oeste con los departamentos de Limay Mahuida y Chalileo. 

## Demografía
En 2022, el censo arrojó 9322 habitantes. Esto significó un incremento del 8.2% respecto a los 8619 registrados en el censo 2010.